# Шомон на Лоари
Шомон на Лоари (фр. Chaumont-sur-Loire) насеље је и општина у централној Француској у региону Центар (регион), у департману Лоар и Шер која припада префектури Блоа.
По подацима из 2011. године у општини је живело 1075 становника, а густина насељености је износила 40,05 становника/km². Општина се простире на површини од 26,84 km². Налази се на средњој надморској висини од 65 метара (максималној 114 m, а минималној 61 m).

## Демографија
| 1962. | 1968. | 1975. | 1982. | 1990. | 1999. | 2011. |
| ----- | ----- | ----- | ----- | ----- | ----- | ----- |
| 705   | 742   | 783   | 842   | 876   | 1.031 | 1.075 |

График промене броја становника у току последњих година